# Liste des présidents de la Chambre des Clefs
Liste chronologique des présidents de la Chambre des Clefs, chambre basse de l'île de Man. Cette fonction équivaut à celle de président du Parlement de l'île de Man. Les présidents de la Chambre des Clefs sont aussi présidents députés du Tynwald.
| Nom                                 | Qualités      | Mandat    |
| ----------------------------------- | ------------- | --------- |
| George Moore                        |               | 1758-1780 |
| John Taubman                        |               | 1780-1799 |
| Major John Taubman                  |               | 1799-1823 |
| Colonel Mark Wilkes                 | FRS           | 1823-1831 |
| General Alexander John Goldie       |               | 1831-1844 |
| Colonel John Taubman Goldie-Taubman |               | 1844-1847 |
| John Moore                          |               | 1847-1854 |
| Edward Moore Gawne                  |               | 1854-1867 |
| John Senhouse Goldie-Taubman        | JP            | 1867-1898 |
| Arthur William Moore                | CVO, M.A., JP | 1898-1909 |
| Dalrymple Maitland                  |               | 1909-1919 |
| John Robert Kerruish                |               | 1919      |
| George Frederick Clucas             | CBE, JP, M.A. | 1919-1937 |
| Joseph Davidson Qualtrough          | CBE           | 1937-1960 |
| Henry Knowles Corlett               | OBE, CP       | 1960-1962 |
| Henry Charles Kerruish              | OBE, CP       | 1962-1990 |
| Victor Kneale                       | CBE, M.A.     | 1990-1991 |
| James Crookall Cain                 | FCA           | 1991-1996 |
| Noel Cringle                        |               | 1996-2000 |
| David Cannan                        |               | 2000-2001 |
| Tony Brown                          |               | 2001-2006 |
| Steve Rodan                         |               | 2006-2016 |
| Juan Watterson                      |               | 2016-     |